# Dark Assault
Dark Assault è il terzo album del gruppo musicale heavy metal tedesco Iron Savior, pubblicato nel 2001.
Il disco vede l'entrata di Thomas Nack alla batteria, a sostituire Dan Zimmermann che pochi anni prima l'aveva sostituito nei Gamma Ray.

## Tracce
1. Never Say Die – 5:32
2. Seek And Destroy – 3:45
3. Solar Wings – 4:33
4. I've Been To Hell – 4:05
5. Dragons Rising – 6:24
6. Predators – 3:54
7. Made Of Metal – 6:58
8. Firing The Guns – 4:42
9. Eye Of The World – 5:18
10. Back Into The Light – 5:52
11. After The War – 6:18
12. Delivering The Gods – 3:59

## Formazione
- Kai Hansen - chitarra, produzione, voce
- Andreas Kuck - tastiera, voce
- Jan S. Eckert – basso, cori
- Thomas Nack - batteria, percussioni
- Piet Sielck - ingegneria del suono, chitarra, missaggio, produzione, voce